# Ghlig Ehl Beye, Hodh Ech Chargui
Ghlig Ehl Beye este o comună din departamentul Djiguenni, Regiunea Hodh Ech Chargui, Mauritania, cu o populație de 4.564 locuitori.